# Йохан III фон Родемахерн
Йохан III фон Родемахерн (на немски: Johann III von Rodemachern; * пр. 1417; † 1 октомври 1439) е господар на Родемахерн, Кроненбург и Нойербург.
Той е единственият син на Йохан II фон Родемахерн († 1415) и съпругата му Матилда/Махот фон Гранцей, дама д'Анкервил († 1411/1415), дъщеря на Еудес VII де Гранцей († 1398) и Йоланда де Бар († ок. 1410).
Йохан III фон Родемахерн умира от чума на 1 октомври 1439 г. През 1492 г., собственостите на господарите фон Родемахерн отиват на маркграф Кристоф I фон Баден и неговият внук Кристоф II основава 1556 г. маркграфтвото Баден-Родемахерн.

## Фамилия
Йохан III фон Родемахерн се жени 1410 г. за Ирмгард фон Болхен († сл. 1433), дъщеря на Герхард фон Болхен-Узелдинген († 1416) и Мехтилд фон Кроненберг († 1410), дъщеря на Петер фон Кроненберг († 1414) и Мехтилд (Маргарета) фон Шьонфорст († 1389). Те имат децата:
- Маргарета фон Родемахерн, омъжена за Вилхелм фон Люцелщайн (* пр. 1419; † 1460)
- Герхард фон Родемахерн († ок. 1489), годподар на Родемахерн, Кроненбург, Нойербург, женен 1441 г. за графиня Маргарета фон Насау-Вайлбург-Саарбрюкен (* 26 април 1426; † 5 май 1490), дъщеря на граф Филип I фон Насау-Саарбрюкен-Вайлбург и Елизабет от Лотарингия, има 4 дъщери
- Йохан II/IV фон Родемахерн († сл. 1451), господар на Болхен-Булай-Родемахерн, женен на 29 октомври 1415 г. за Агнес фон Вирнебург, дъщеря на граф Рупрехт IV фон Вирнебург и Агнес фон Золмс-Браунфелс, няма деца
- Франциска фон Родемахерн (* ок. 1445; † 27 февруари 1483), наследничка на Кроненбург и Нойербург, омъжена на 20 юли 1446 г. за граф Вилхелм фон Вирнебург († 1468/1469)